# Markus Bayerbach
Markus Bayerbach (* 3. April 1963 in Augsburg) ist ein deutscher Politiker (parteilos, vormals Alternative für Deutschland) und Lehrer. Von 2018 bis 2023 war er Mitglied des Bayerischen Landtags.

## Politik
Bayerbach war Mitglied der bayerischen AfD. Von 2014 bis 2020 war er im Stadtrat für die AfD in Augsburg. Bei der Bayerischen Landtagswahl 2018 kandidierte er als Stimmkreisabgeordneter im Stimmkreis Augsburg-Stadt-Ost und auf Listenplatz 1 der AfD in Schwaben und zog als Abgeordneter in den Bayerischen Landtag ein. Im März 2022 erklärte er seinen Austritt aus Fraktion und Partei. Als Grund dafür nannte er „gewisse Tendenzen in der Partei“. Nach der Landtagswahl 2023 schied er wieder aus dem Landtag aus.

## Privates
Er studierte Pädagogik und ist als Förderlehrer in Bayern tätig. Bayerbach ist verheiratet und römisch-katholischer Konfession.